# Postmodernisme
Pour les articles homonymes, voir Post-modernisme (homonymie).
 (mars 2024).
Si vous disposez d'ouvrages ou d'articles de référence ou si vous connaissez des sites web de qualité traitant du thème abordé ici, merci de compléter l'article en donnant les références utiles à sa vérifiabilité et en les liant à la section « Notes et références ».
Postmodernisme a pris deux significations antagonistes :
- le postmodernisme a désigné d'abord en littérature, puis avec Jean-François Lyotard en philosophie, l'ultra-modernité conduisant au mouvement de la déconstruction. Parmi les différents auteurs ayant utilisé cette notion en ce sens, le critique littéraire Federico de Onís opposait en 1934 précisément la littérature postmoderne à l'ultra-modernisme[1] ;
- le postmodernisme désigne un mouvement artistique de réaction à la modernité en architecture[2], théorisé par le critique d'art Charles Jencks[3], qui engage une rupture ironique avec les conventions anhistoriques[4] du modernisme en architecture et en urbanisme, tout particulièrement avec les prétentions à conclure l'histoire et à ignorer la géographie. Dans le livre-manifeste de ce mouvement[5], intitulé Le Langage de l'architecture postmoderne, paru à Londres en 1977[6], Charles Jencks réinscrit l'architecture dans le fil d'une histoire générale des mouvements artistiques, incite à un retour aux compositions et aux motifs empruntés au passé[7], à un éclectisme s'appuyant sur un regard nouveau portant aussi bien sur la culture populaire et son expression architecturale (le « vernaculaire commercial » de Robert Venturi[8]), que sur la culture savante (le « néoclassique » de Ricardo Bofill).

Le postmodernisme introduit une distance critique par rapport au discours moderniste devenu hégémonique et est un courant majeur de la création architecturale, et plus généralement artistique, de la fin du XXe siècle. Considéré aux États-Unis comme un terme purement stylistique, le postmodernisme est la réintroduction de l'éclectisme en architecture, mais en englobant aussi le Modernisme et le Style international, reconsidérés comme de simples moments de l'histoire de l'architecture avec lesquels il a pris ses distances. Mais en Europe, ce discours critique porte aussi sur la décontextualisation sociale, politique et géographique de l'urbanisme moderne admettant des contre-propositions comme celles de Christopher Alexander ou de François Spoerry.

## Terminologie
Le postmoderne est à l'origine un paradigme esthétique, conceptualisé au tournant des années 1970 par le philosophe américain Ihab Hassan, qui identifie le « tournant postmoderne », en analysant l'évolution formelle de certaines œuvres littéraires qui émergent à partir du milieu du XXe siècle. Le mot postmoderne, dont on trouve d'autres précurseurs[Lesquels ?], a également été repris par le philosophe Jean-François Lyotard, avec la publication en 1979 de La Condition postmoderne. Rapport sur le savoir puis de lettres ouvertes recueillies dans Le Postmoderne expliqué aux enfants. Avec l'essai de Habermas (La Modernité, un projet inachevé, 1981, écrit en réponse à la Biennale de Venise de 1980, marquée par l'influence de Jencks), ces deux derniers textes ont contribué à donner une épaisseur philosophique au terme. De nombreux autres essais leur ont succédé, notamment celui de Fredric Jameson en 1984.
Jameson caractérise le sujet postmoderne par l’incapacité à tracer la carte de sa propre situation et par la difficulté de modéliser les représentations de sa propre existence, installé dans la complexité d’un réseau de communication infini,. Selon Jameson, le postmodernisme est la logique culturelle du capitalisme tardif. Certains auteurs parlent de société post-industrielle, d’autres de société de l’information, d’autres encore de post-fordisme pour décrire les sociétés caractérisées par cette situation. En général, les auteurs considèrent que cette société est caractérisée par un nouveau type d’expérience culturelle : on prétend qu’il y a eu une transformation fondamentale dans la structure économique (dans les modes de production et de consommation) des sociétés postmodernes qui a provoqué ce changement de culture. En termes marxistes, la postmodernité est la superstructure générée par la mondialisation, et celle-ci, générée par l’infrastructure de l’économie mondiale, imprègne l’ensemble de la société. Il n’existe cependant pas de théorie globale, mais plutôt un ensemble de théories sur l’expérience du postmodernisme dans les sociétés capitalistes avancées du monde occidental, telles que le changement technologique rapide, avec les possibilités offertes par les télécommunications et les ordinateurs, les nouveaux intérêts politiques et l’essor des mouvements sociaux, notamment ceux liés aux questions raciales, ethniques, écologiques et de genre. Il existe une communion d’intérêts entre le postmodernisme et le pouvoir. Avec le déclin des idéologies et dans un contexte de disparition progressive des frontières, même intérieures, les villes deviennent une sorte d’oligopole en concurrence, générant du progrès technique et augmentant les revenus et le bien-être social. 
Bien qu'ils soient souvent employés indifféremment, il importe de distinguer le postmodernisme (architecture) en tant que mouvement artistique, du postmoderne au sens philosophique ou littéraire, lesquels ont souvent des sens contradictoire ou opposés, ainsi que de la réalité postmoderne, et de l'esthétique de la postmodernité.
Bien que généalogiquement toutes liées, les différentes acceptions philosophiques et littéraires du paradigme postmoderne sont foisonnantes, en venant souvent à se corriger voire à s'exclure mutuellement. Il convient donc d'être toujours attentif à l'auteur auquel on se réfère pour éviter les contresens. Le terme « postmoderne », bien consolidé depuis le milieu des années 1980, est insaisissable et ambigu, tout comme le terme « moderne » lui-même. Le préfixe « post » avant « modernité » amène à interroger ce qu’il y a « après la modernité », sans qu'on sache clairement à quel époque et quel endroit se situer.

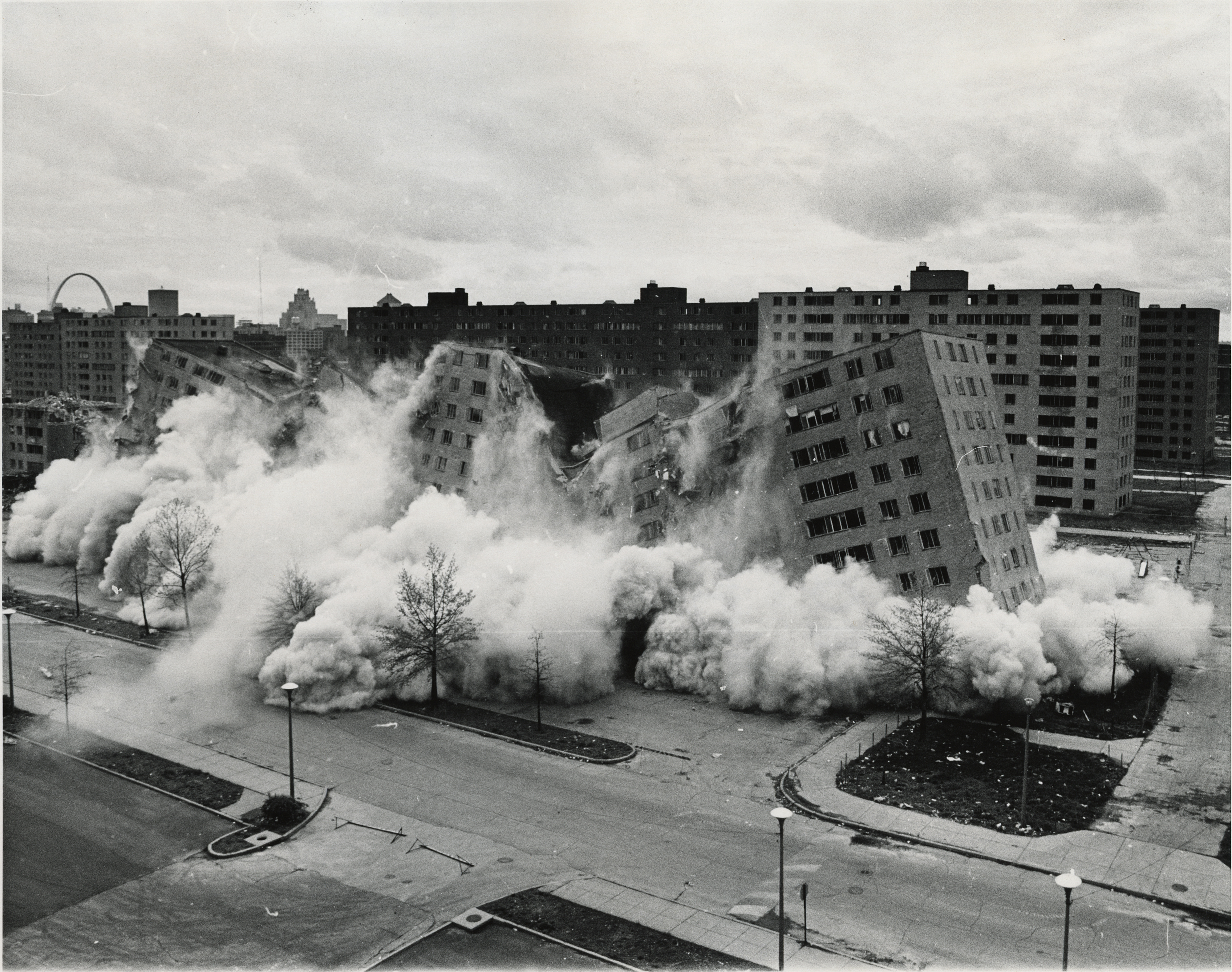
Pour Charles Jenks, le mouvement du postmodernisme commence à l'instant de la démolition de l'ensemble d'habitation de Pruitt-Igoe, le 15 juillet 1972 à 15 heures 32.

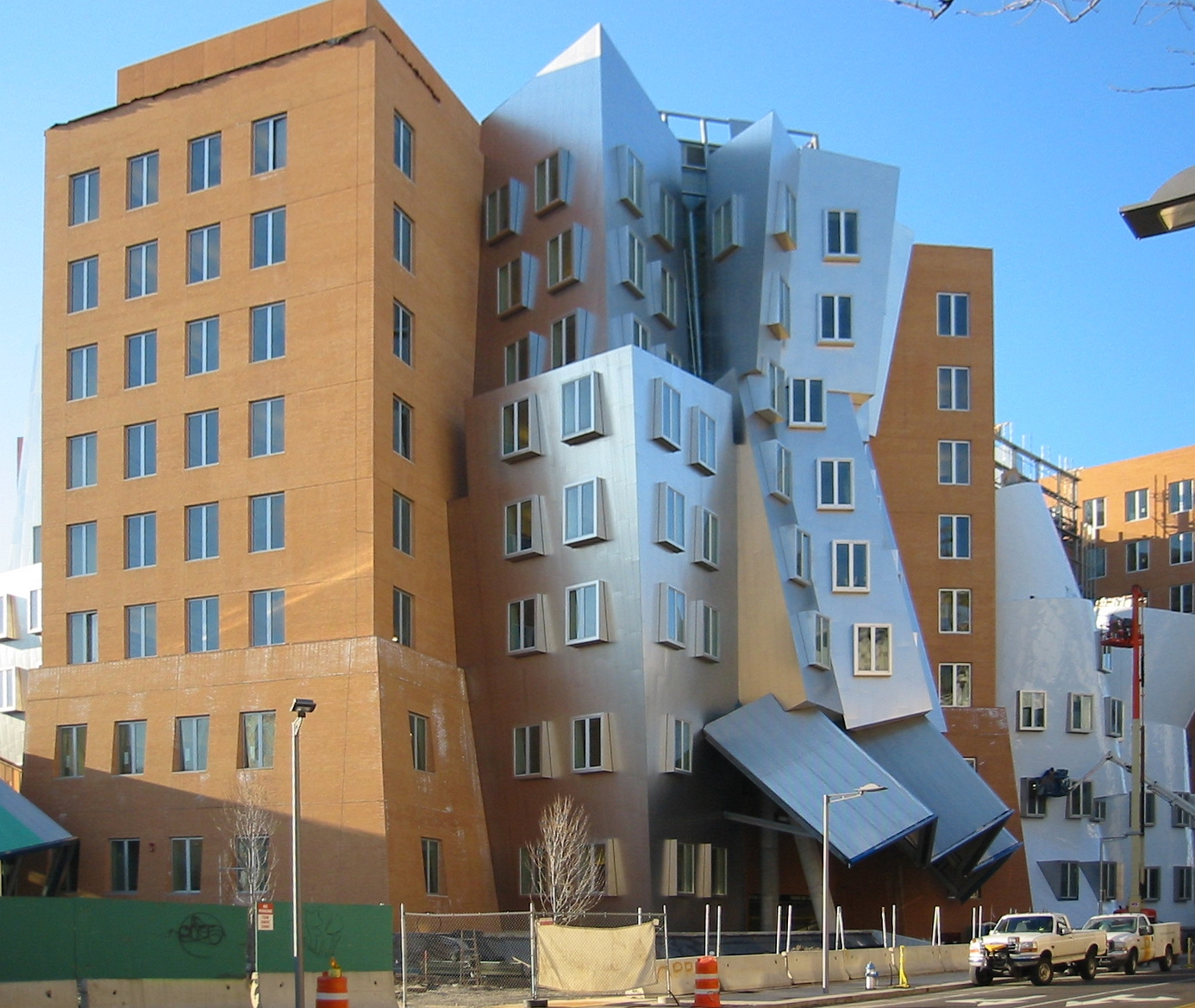
Le Ray and Maria Stata Center au MIT.

## L'esthétique postmoderniste

### Le problème des précurseurs

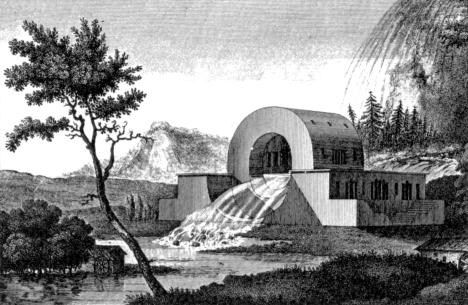
Projet de Ledoux datant de 1804

Immeuble d'habitation construit en 1984 vis-à-vis de l'ancien château, à Saint-Germain-en-Laye.

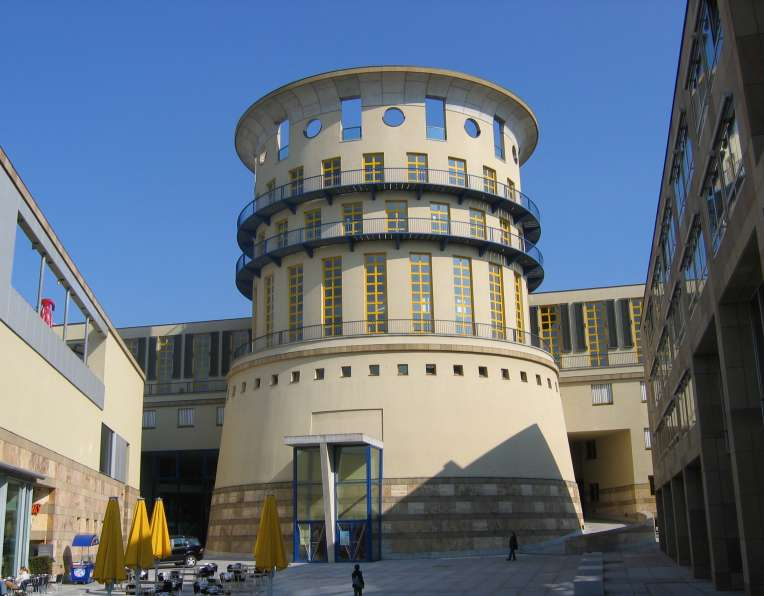
Stirling, Université d’État de musique et des arts performatifs de Stuttgart (1993-1994)

Perry Anderson, dans Les Origines de la postmodernité (1998, 2010), montre que les termes de « postmodernité » et de « post-modernisme » avaient déjà été utilisés dans le domaine de la poésie, notamment par l'Espagnol Federico de Onís (en 1934, selon Anderson, il l'utilise pour « décrire un reflux conservateur au sein même du modernisme ») ou le poète Charles Olson (en 1951), mais également de l'histoire (Arnold Toynbee), de la sociologie (Charles Wright Mills en 1959) et de la critique (Irving Howe en 1959)…
Le postmodernisme est-il une ère nouvelle liée au développement du capitalisme postindustriel ou un aspect qui a toujours existé ? On peut en effet constater que de nombreuses caractéristiques de l'esthétique postmoderne se retrouvent dans des œuvres du passé, ou le retour à un emploi décalé des figures du classique et du baroque, une sorte d'esthétique du mauvais goût qui permet de ressaisir sans lyrisme des valeurs esthétiques démodées.
En littérature, si les prémices du postmodernisme apparaissent dans Le chiendent de Raymond Queneau (1933) ou dans At Swim-two-Birds de Flann O'Brien (1939), ces auteurs continuent une tradition qui remonte au XVIIIe siècle avec des œuvres comme Jacques le fataliste, de Diderot ou Le voyage sentimental de Sterne, en passant par Alfred Jarry (Gestes et opinion du docteur Faustroll, pataphysicien).
En architecture, on retrouve rétrospectivement des éléments du postmodernisme dans l'architecture de la Sécession viennoise, celle de Constantin Melnikov, celle du slovène Jože Plečnik, des principes déjà existants chez Robert Mallet-Stevens, ou beaucoup plus avant au XVIIIe siècle dans les œuvres les plus étranges de Boullée et Ledoux.

### Recyclage de formes préexistantes: citation, pastiche, parodie
Si le modernisme se caractérise par la recherche de l'originalité et la volonté de création de formes nouvelles, inédites, insolites, le postmodernisme admet qu'il réutilise des formes préexistantes, y compris les plus familières. Là où Le Corbusier veut renouveler complètement non seulement le style des bâtiments, mais la conception même de l'habitat, un architecte tel que Ricardo Bofill utilise des principes de composition et des éléments décoratifs empruntés à l'art classique ou antique (colonnes, frontons, etc.). L'innovation moderne se fonde toujours sur l'oubli ou l'ignorance des traditions propres à chaque art, lesquelles sont considérées comme un frein à une véritable création. Ce qui caractérise au contraire l'artiste postmoderne, et son originalité, c'est qu'il a su acquérir une maîtrise assez parfaite de l'histoire et des techniques les plus académiques de son art.
Les références à l'art du passé peuvent prendre des formes très diverses, depuis l'utilisation de détails stylistiques jusqu'à l'application rigoureuse de règles formelles anciennes, telles que la composition, la symétrie, l'ordonnancement, etc. Les modalités peuvent également varier, de l'hommage à la citation ironique. Mais le plus caractéristique de l'attitude postmoderne est l'« hommage ironique » qui joue sur l'ambiguïté : ainsi l'hommage à Nijinski du sculpteur Barry Flanagan présente un lièvre burlesque dans une pose du danseur.

### Syncrétisme esthétique: collage, mixage et mélange
L'œuvre postmoderne se présente souvent comme un collage d'éléments hétéroclites sans souci d'harmonie. On prendra pour exemple le roman At swim-two-birds de l'Irlandais Flann O'Brien qui met bout à bout des textes de genres aussi divers que le western et l'épopée médiévale, en passant par le conte de fées et le vaudeville.
Les procédés du collage et du détournement ne sont pas en eux-mêmes des spécificités du postmodernisme puisque c'est le surréalisme qui les a proposés. Les romans modernistes de la trilogie U.S.A. de John Dos Passos ou ceux de la trilogie Les somnambules de Hermann Broch se présentent également sous forme de collages de textes appartenant à des genres divers. Mais dans ces deux cas, le but recherché est d'effectuer une synthèse entre ces éléments pour appréhender une réalité complexe : les États-Unis pendant la grande dépression pour Dos Passos, la perte des valeurs en Europe occidentale pour Broch.
L'artiste postmoderne recherche au contraire le contraste entre les différents éléments et l'effet de distanciation qui en résulte.

### Culture populaire et culture élitaire
Si le postmodernisme efface le temps et l'espace pour rendre toute la culture immédiatement présente, il prétend aussi effacer la hiérarchie entre culture élitaire et culture populaire. On peut citer par exemple l'adoption et le détournement de genres populaires par des écrivains : roman policier dans Cosmos de Witold Gombrowicz, roman d'espionnage dans Lac de Jean Echenoz, etc.
Un exemple particulièrement frappant de cet effacement est la convergence entre l'art contemporain et la publicité. Ainsi de l'Américain Andy Warhol, chef de file du pop art, qui fut publicitaire avant de devenir artiste et dont l'œuvre repose sur l'imaginaire populaire (marques, stars, clichés, etc.). À l'inverse, on voit de nombreuses publicités détourner des œuvres de l'histoire de la peinture.
De fait, la seconde moitié du XXe siècle est marquée par l'explosion de la culture de masse, relayée par une industrie des médias toujours plus puissante. Cette culture médiatique touche toutes les classes sociales et devient l'un des fondements de l’imagination collective.

### L'ironie postmoderne
L'ironie est considérée comme la caractéristique essentielle du postmodernisme. Plus généralement, on peut considérer que là où le modernisme place l'auteur et la création au centre de son esthétique, le postmodernisme fait jouer ce rôle à l'interprétation et au public. C'est pour cette raison qu'on lui a reproché de se conformer aux impératifs de la mercatique, ce qui serait juste s'il n'existait pas le décalage ironique qui assume tout aussi bien le fait de déplaire ou d'irriter.
Le simple fait d'apporter un regard nouveau sur un texte ou une œuvre picturale amène à en faire une œuvre nouvelle. Le plasticien Jeff Koons s'est ainsi rendu célèbre en transformant des objets kitsch en œuvres d'art. Ce regard ironique se pose aussi naturellement sur l'œuvre postmoderne elle-même, et aboutit à l'autocommentaire. On pourra citer l'exemple de Feu pâle de Vladimir Nabokov, formé d'un récit poétique et du commentaire de ce récit, ou de L'œuvre posthume de Thomas Pilaster d'Éric Chevillard qui fonctionne sur le même principe. On est proche ici de l'effet de distanciation théorisé par Bertolt Brecht ou Victor Chklovski.
Ce qu'il y a de commun aux artistes postmodernes, c'est la faculté de reprendre et de faire revivre les codes traditionnels les plus sérieux, en évitant de se prendre au sérieux, sans toutefois les déconsidérer en tombant dans des formes de dérision.

### Épistémologie moderne et ontologie postmoderne
Le critique Brian McHale (en) compare la différence existant entre le modernisme et le postmodernisme à celle qui sépare l'épistémologie (théorie de la connaissance) et l'ontologie (théorie de l'être). Ainsi, le modernisme cherche à construire une image fidèle du monde réel, en dépassant les limites de la perception humaine. Le postmodernisme s'interroge plutôt sur le statut du monde fictionnel créé par l'œuvre d'art et son rapport au monde réel. L'exemple par excellence en est la vertigineuse nouvelle Tlön, Uqbar, Orbis Tertius publiée dans le recueil Fictions de Jorge Luis Borges dans laquelle le monde réel est peu à peu colonisé par le monde fictionnel de Tlön. Il est clair que le postmodernisme se veut ainsi bien éclectique.

## Exemples d'œuvres et artistes postmodernes
Nous présentons ci-dessous une liste succincte d'œuvres caractéristiques du postmodernisme, sans prétendre à l'exhaustivité. Des articles spécialisés ou des catégories permettent d'approfondir les différents aspects du postmodernisme.
La philosophie du postmodernisme dans les arts est à l'opposé de la philosophie postmoderne de La condition postmoderne de Jean-François Lyotard[réf. souhaitée].

### Architecture
- Charles Willard Moore

### Mode
- Vivienne Westwood
- Christian Lacroix
- Thierry Mugler

### Cinéma
- Pulp Fiction, notamment envers les livres d'histoires policières américains bas de gamme.
- Boulevard de la mort, notamment envers les films de séries Z des années 1970.
- Kill Bill, notamment envers les films de combats et d'épées asiatiques ou les westerns.
- Marie Antoinette, notamment envers l'art rococo et classique.
- Les Amours imaginaires, notamment envers les beaux-arts, des sculptures italiennes aux peintures d'Egon Schiele.
- Amer, notamment envers le Giallo (L'Oiseau au plumage de cristal, Les Frissons de l'angoisse) et le cinéma d'horreur transalpin de la deuxième moitié du XXe siècle (Suspiria, Les Trois Visages de la peur).
- L'Étrange Couleur des larmes de ton corps, notamment envers le giallo.
- Scream, notamment envers les Slashers des années 1970-1980 (Halloween, Les Griffes de la nuit).

### Musique
- David Bowie
- Ithak
- Pink Floyd (particulièrement The Wall)
- John Zorn
- Oneohtrix Point Never

#### Populaire
- Klaus Nomi
- The Residents
- Lady Gaga

### Arts visuels
- Roy Lichtenstein
- Wolfgang Weingart
- Neville Brody
- Willi Kuntz
- April Greiman
- Peter Saville
- Le groupe Memphis
- Le projet Fuse Studio Dumbar

### Littérature

#### Écrivains francophones
- Michel Butor, Mobile[19]

### Philosophie
- Jean-François Lyotard, La Condition postmoderne, éd. Minuit, 1979